# Haven (televíziós sorozat)
A Haven amerikai-kanadai televíziós filmsorozat, amely Stephen King A coloradói kölyök című regényén alapszik. A zenéjét Shawn Pierce szerezte. A főszerepben Emily Rose, Lucas Bryant, Nicholas Campbell és Eric Balfour látható. A sorozatot nagyrészt Új-Skóciában forgatták.
Magyarországon az Universal Channel mutatta be 2010. október 13-án. 2015-ben a SyFy bejelentette, hogy öt évad után befejezik a sorozatot.

## Cselekmény
Audrey Parker FBI-ügynöknek Haven városában akad dolga, azonban a rejtélyes kisváros nem hétköznapi emberekkel van tele. A itt lakók közül többen természetfeletti képességekkel rendelkeznek. Parker ügynök a városban marad, hogy felderítse a rejtélyeket, és hogy rájöjjön, őt magát mi köti a helyhez. Nathan Wuornos, a helyi detektív lesz a segítője, akinek azonban szintén nem mindennapi képességei vannak.

## Szereplők
| Szereplő                      | Színész             | Magyar hang        | Évad |
| ----------------------------- | ------------------- | ------------------ | ---- |
| Audrey Parker (FBI-ügynök)    | Emily Rose          | Peller Anna        | 1–5. |
| Sara Vernom (Ápólónő)         | Emily Rose          | Peller Anna        | 2–3. |
| Lucy Ripley (Kolorádó kölyök) | Emily Rose          | Peller Anna        | 3–5. |
| Lexi DeWitt (pincérnő)        | Emily Rose          | Peller Anna        | 4.   |
| Mara (eredeti személyiség)    | Emily Rose          | Peller Anna        | 4–5. |
| Paige                         | Emily Rose          | Peller Anna        | 5.   |
| Nathan Wuornos                | Lucas Bryant        | Varga Gábor        | 1–5. |
| Garland Wuornos rendőrfőnök   | Nicholas Campbell   | Melis Gábor        | 1–3. |
| Duke Crocker                  | Eric Balfour        | Hujber Ferenc      | 1–5. |
| Vince Teagues                 | Richard Donat       | Faragó András      | 1–5. |
| Dave Teagues                  | John Dunsworth      | Varga T. József    | 1–5. |
| Marion Caldwell               | Nicole de Boer      | Ősi Ildikó         | 1.   |
| Conrad Brauer                 | Patrick Garrow      | Megyeri János      | 1.   |
| Howard ügynök                 | Maurice Dean Wint   | ifj. Jászai László | 1.   |
| Eleanor Carr                  | Mary-Colin Chisholm | Bessenyei Emma     | 1.   |
| Ted                           | Kevin Jubinville    | Harmath Imre       | 1.   |
| Jonas Lester                  | Zach Tovey          |                    | 1.   |

## Epizódok
| Évad | Évad | Részek száma | Részek száma | Eredeti sugárzás     | Eredeti sugárzás   | Eredeti adó | Magyar sugárzás    | Magyar sugárzás      | Magyar adó        |
| Évad | Évad | Részek száma | Részek száma | Évadbemutató         | Évadzáró           | Eredeti adó | Évadbemutató       | Évadzáró             | Magyar adó        |
| ---- | ---- | ------------ | ------------ | -------------------- | ------------------ | ----------- | ------------------ | -------------------- | ----------------- |
|      | 1.   | 13           | 13           | 2010. július 9.      | 2010. október 8.   | SyFy        | 2010. október 13.  | n. a.                | Universal Channel |
|      | 2.   | 13           | 13           | 2011. július 15.     | 2011. december 6.  | SyFy        | 2012. január 1.    | 2012. április 6.     | Universal Channel |
|      | 3.   | 13           | 13           | 2012. szeptember 21. | 2013. január 17.   | SyFy        | 2013. június 25.   | 2013. szeptember 16. | Universal Channel |
|      | 4.   | 13           | 13           | 2013. szeptember 13. | 2013. december 13. | SyFy        | 2014. augusztus 4. | n. a.                | Universal Channel |
|      | 5.   | 26           | 26           | 2014. szeptember 11. | 2015. december 17. | SyFy        | 2015. március 13.  | n. a.                | Universal Channel |